# Cyclopsittini
Cyclopsittini  è una tribù di uccelli psittaciformi della famiglia Psittaculidae

## Tassonomia
La tribù comprende 5 specie in 2 generi:
- Cyclopsitta Reichenbach, 1850 (2 spp.)
- Psittaculirostris J.E.Gray & G.R.Gray, 1859 (3 spp.)